# HD 51892
HD 51892，又名BD+07 1544，SAO 114731、HR 2613，是一颗恒星，视星等为6.35，位于銀經207.3，銀緯5.08，其B1900.0坐标为赤經6h 53m 56.1s，赤緯+7° 5.08′ 12″。